# Kitajske piramide
Kitajske piramide je skupno ime piramidam podobnih zgradb na Kitajskem, večinoma starodavnih mavzolejev in grobnih gomil več starodavnih kitajskih cesarjev in njihovih sorodnikov. Približno 38 piramid se nahaja okoli 25 kilometrov severozahodno od Šjana na Guandžonski ravnini v provinci Šaanši. Najslavnejši je mavzolej prvega kitajskega cesarja Čin Ši Huanga severovzhodno od Šjana, kjer so odkrili njegovo vojsko iz terakote.

## Najzgodnejše grobnice
Najzgodnejše grobnice na Kitajskem se nahajajo severno od Pekinga v avtonomni regiji Notranja Mongolija in na najdišču Niuheliang v Liaoningu. Grobnice spadajo v neolitsko kulturo hongšan (4700 - 2900 pr. n. št.). 

## Informacije o piramidah na Zahodu
Leta 1667 je jezuit pater Athanasius Kircher pisal o kitajskih piramidah v svoji knjigi China monumentis Illustrata. 
Obstoj "piramid" na Kitajskem je bil v zahodnem svetu malo znan do leta 1910. V velikem številu so jih dokumentirali v okolici Šjana, najprej leta 1912 trgovca Fred Meyer Schroder in Oscar Mamen, leta 1913 pa tudi odprava Victorja Segalena. O grobnici prvega cesarja in o drugih grobnicah v regiji je pisal Victor Segale v svojem delu Mission archéologique en Chine (1914): L'art funéraire à l'époque des Han.

### Senzacionalne trditve
Pozornost javnosti na Zahodu so kitajske piramide vzbudile kmalu po drugi svetovni vojni. Številne zgodnje zgodbe so bile osredotočene na obstoj "velike bele piramide" (Maoling), grobnice cesarja Vuja iz Hana (156–87 pr. n. št.), ki se nahaja v Šingpingu v provinci Šaanši. 
Pilot letalskega korpusa ameriške vojske James Gaussman naj bi med letom med Indijo in Kitajsko med drugo svetovno vojno videl belo piramido z vrhom iz draguljev. Polkovnik Maurice Sheahan, daljnovzhodni direktor letalske družbe Trans World Airline, je v izdaji The New York Timesa 28. marca 1947 kot očividec opisal svoje srečanje s piramido.  Fotografija Sheahanove piramide se je 30. marca 1947 pojavila v The New York Sunday News. Fotografijo so kasneje pripisali Jamesu Gaussmanu. 
Chris Maier je ugotovil, da je piramida na fotografiji Maoling, mavzolej cesarja Vuja. Psevdozgodovinarji so s promocijo svojih teorij povečali zanimanje Zahoda za te piramide. Hartwig Hausdorf je špekuliral, da so jih zgradili vesoljci, Philip Coppens pa je to ponovil.
Znanstveniki na Zahodu so za obstoj teh piramidastih nagrobnih gomil vedeli, preden je zgodba leta 1947 vzbudila pozornost javnosti. Opisali so jih kot zgradbe iz blata, bolj podobne gomilam kot piramidam. Omenili so tudi, da imajo velik arheološki pomen, vendar so slabo raziskane.
Nekaj piramid v Šjanu je velika turistična zanimivost. Mednje spada mavzolej Han Jang Linga iz dinastije Zahodni Han. Več piramid ima svoje muzeje. 